# Idea vollenhoveni
Idea vollenhoveni är en fjärilsart som beskrevs av Hans Fruhstorfer 1897. Idea vollenhoveni ingår i släktet Idea och familjen praktfjärilar. Inga underarter finns listade i Catalogue of Life.